# セリオン (バンド)

バンドのロゴ

セリオン （Therion）は、スウェーデン出身のシンフォニックメタル・バンド。
オーケストラやコーラスなどを楽曲に取り入れ、アルバムやライブに参加するスタッフ、ミュージシャン等で大所帯なのが特徴。

## 概要・背景
1987年、ストックホルムで、クリストフェル・ユンソン(G/Vo)を中心に結成。バンド名は、エクストリームメタル・バンド「セルティック・フロスト」のアルバム『To Mega Therion』から。
当初はデスメタルバンドであったが、次第にメロディーを取り入れ、メロディックデスメタルへと変化した。そして、5thアルバム『Theli』からはクラシックやオペラを取り入れ、デスメタル色は消え去っていった。
その後、シンフォニックメタルというジャンルに大きく貢献するバンドにまで成長する。
2007年、日本のHR/HMフェス「LOUD PARK 07」にて初来日公演。2013年、同じく「LOUD PARK 13」に参加。

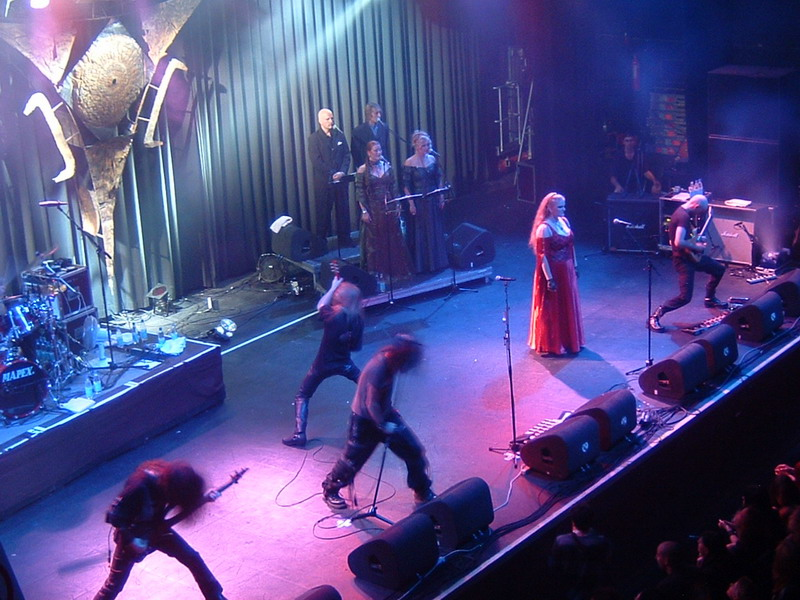
オランダ・ティルブルフ公演（2004年11月）
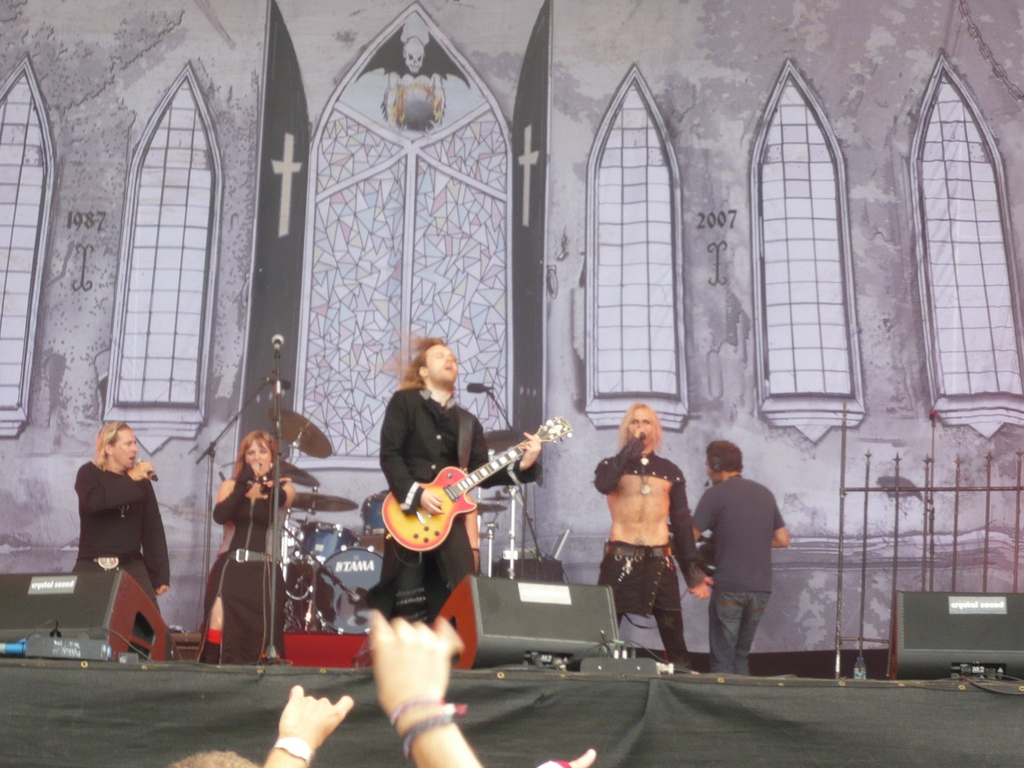
ドイツ・ヴァッケン公演（2007年8月）
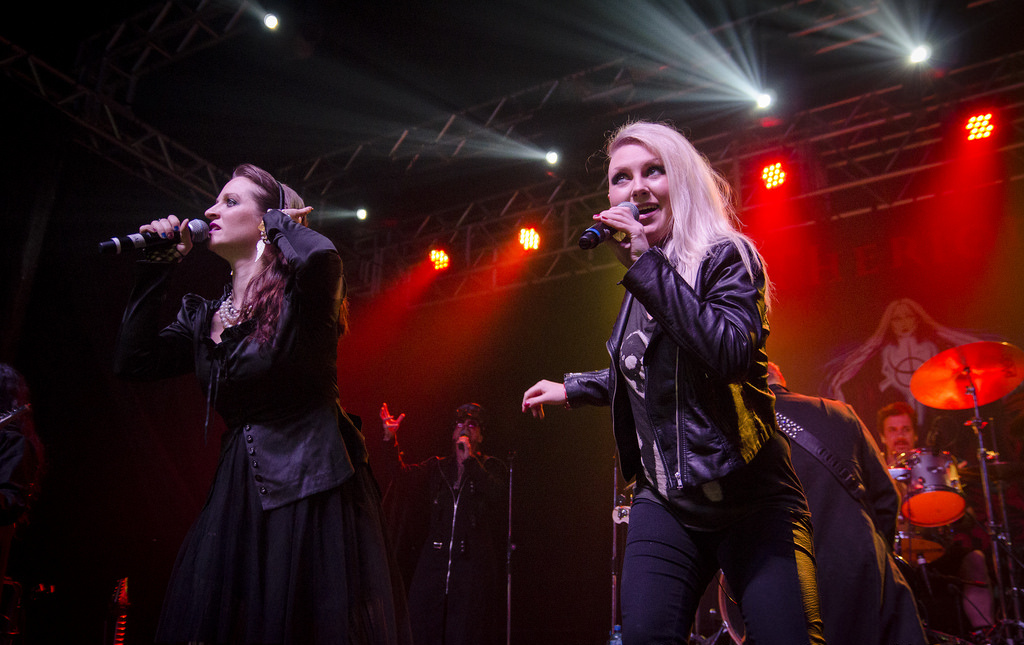
ブラジル・サンパウロ公演（2014年5月）

## メンバー

### 現ラインナップ
- クリストフェル・ユンソン (Christofer Johnsson) - リズムギター、キーボード、リードボーカル (1988–2006)、ベース (1988, 1991–1992)
- サミ・カルッピネン (Sami Karppinen) - ドラムス (1998-2003, 2017- )
- トーマス・ヴィクストロム (Thomas Vikström) - リードボーカル (2007- )
- ロリ・ルイス (Lori Lewis) - ボーカル (2007- )
- ナッレ・グリズリー・ポールソン (Nalle "Grizzly" Påhlsson) - ベース (2008- )
- クリスティアン・ヴィダル (Christian Vidal) - リードギター (2009- )

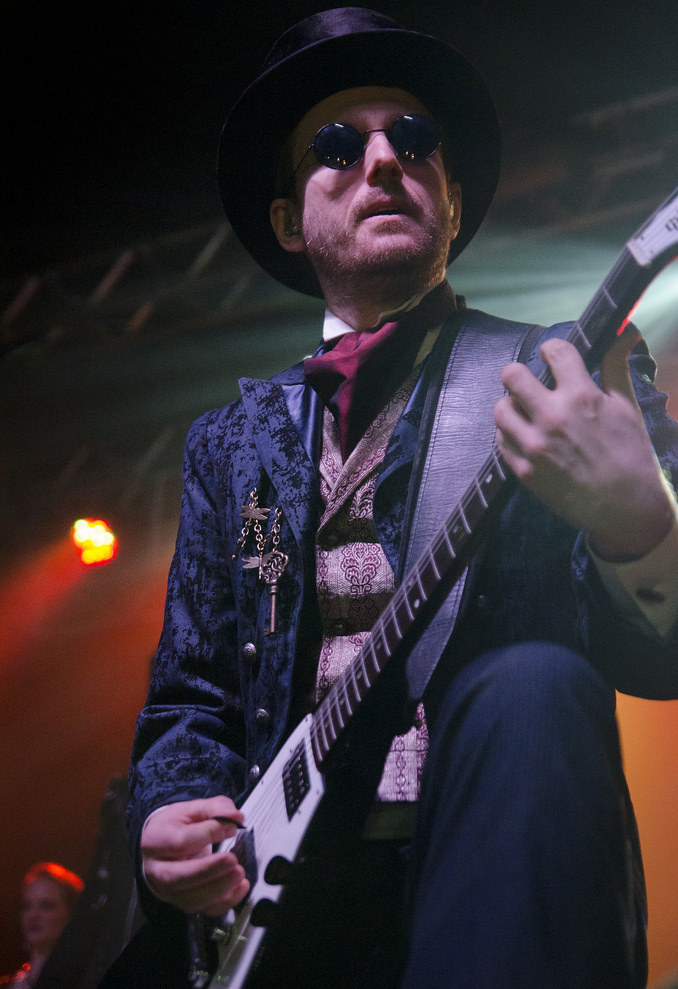
クリストフェル・ユンソン(G) 2014年
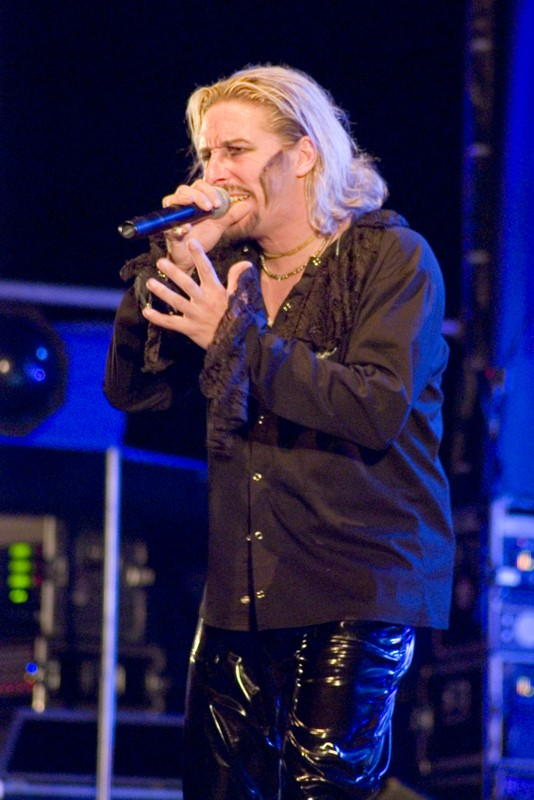
トーマス・ヴィクストロム(Vo) 2008年
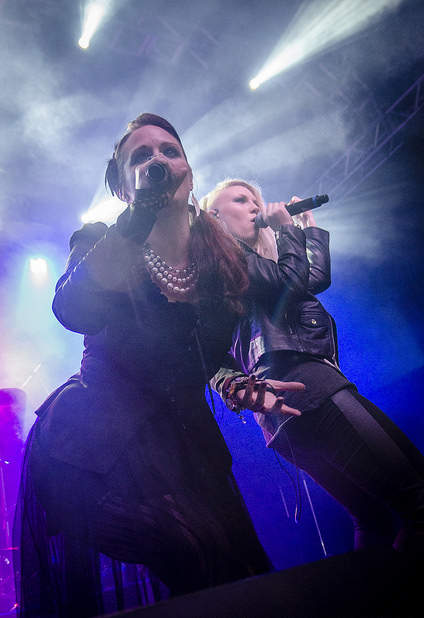
左ロリ・ルイス(Vo) 右リネア・ヴィクストロム(Vo) 2014年
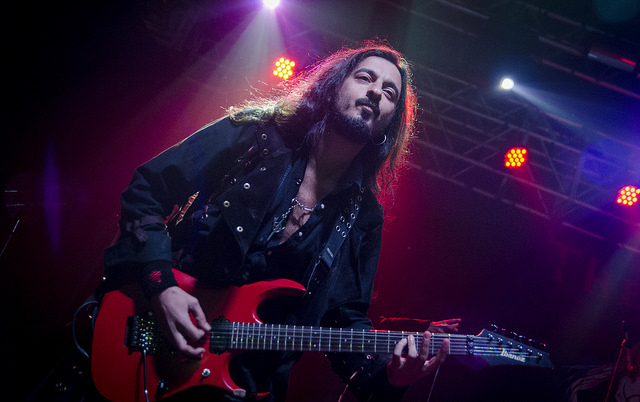
クリスティアン・ヴィダル(G) 2014年
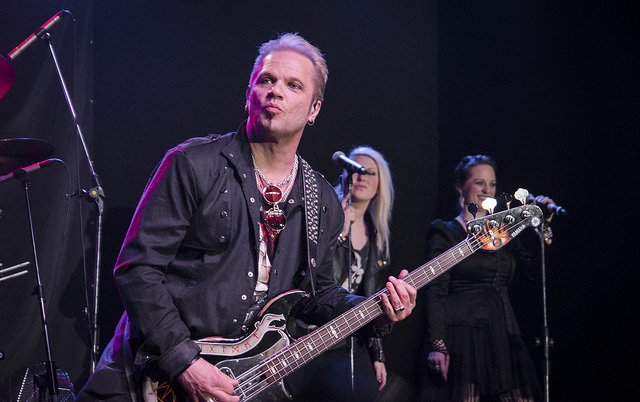
ナッレ・ポールソン(B) 2014年

### 旧メンバー

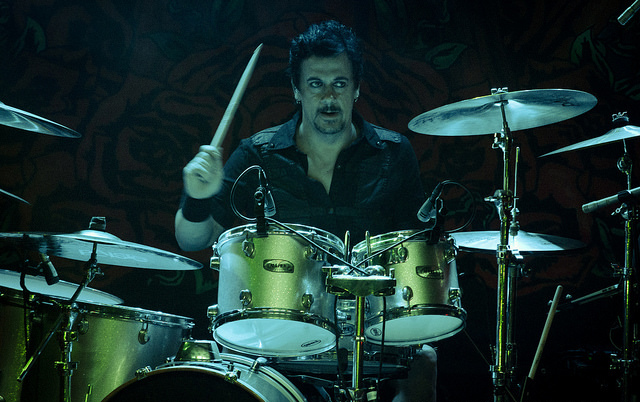
ヨハン・コーレベリ(Ds) 2014年

- マッティ・カルキ (Matti Kärki) - ボーカル
- ペーテル・ハンソン (Peter Hansson) - リードギター
- マグナス・バーセルソン (Magnus Barthelson) - リードギター
- トミー・エリクソン (Tommy Eriksson) - リードギター
1994年に極短期間ドラマーとして参加していた。
- ヨナス・メルベリ (Jonas Mellberg) - リードギター
- クリスティアン・ニーマン (Kristian Niemann) - リードギター
- エリック・グスタフソン (Erik Gustafsson) - ベース
- アンドレアス・ヴァラン・ヴァール (Andreas "Wallan" Wahl) - ベース
- フレドリック・イサックソン (Fredrik Isaksson) - ベース
- ラーシュ・ルーセンベリ (Lars Rosenberg) - ベース
- ヨハン・ニーマン (Johan Niemann) - ベース
- オスカル・フォシュ (Oskar Forss) - ドラムス
- ピョートル・ウォーツェニューク (Piotr Wawrzeniuk) - ドラムス/ボーカル
- リッカルド・イヴェンサンド (Richard Evensand) - ドラムス
- ペター・カールソン (Petter Karlsson) - ドラムス
- ヨハン・コーレベリ (Johan Koleberg) - ドラムス
- リネア・ヴィクストロム (Linnea Vikstrom) - ボーカル (2010-2018)
- キアーラ・マルヴェスティーティ (Chiara Malvestiti) — ボーカル (2015-2023)

## ディスコグラフィ

### アルバム
- Of Darkness（1991年）
- Beyond Sanctorum（1992年）
- Symphony Masses -Ho Drakon Ho Megas（1993年）
- Lepaca Kliffoth（1995年）
- Theli（1996年）
- Vovin（1998年）
- Deggial（2000年）
- Secret Of the Runes（2001年）
- Lemuria/Sirius B（2004年）
- Gothic Kabbalah（2007年）
- Sitra Ahra（2010年）
- Les Fleurs Du Mal（2012年）
- Leviathan（2021年）
- Leviathan II（2022年）
- Leviathan III（2023年）

### コンピレーションアルバム
- A'arab Zaraq - Lucid Dreaming（1997年）
- Crowning of Atlantis（1999年）
- Bells of Doom（2001年）
- Live in Midgård（2002年）
- Atlantis Lucid Dreaming（2005年）

### シングル
- Paroxysmal Holocaust（1989年）
- Beyond The Darkest Veils Of Inner（1989年）
- Time Shall Tell（1990年）
- Beauty in Black（1995年）
- Siren of the Woods（1996年）
- Eye of Shiva（1998年）
- Wand of Abaris（2007年）

### DVD
- Celebrators Of Becoming（2006年）
- Live Gothic（2008年）
- Adulruna rediviva and beyond（2014年）

## 日本公演
- LOUD PARK 07（2007年10月20日）
- LOUD PARK 13（2013年10月19日）